# Dřeveš
Dřeveš je malá vesnice, část obce Tisovec v okrese Chrudim. Nachází se asi 1 km na sever od Tisovce. Prochází zde silnice II/306 a silnice II/355. V roce 2009 zde bylo evidováno 35 adres. V roce 2001 zde trvale žilo 107 obyvatel.
Dřeveš leží v katastrálním území Tisovec o výměře 3,96 km2.